# Ariguaní
Ariguaní je rijeka u Kolumbiji, pritoka rijeke Cesar. Pripada porječju rijeke Magdalene.